# Vanellus tricolor
Vanellus tricolor là một loài chim trong họ Charadriidae.